# Liste von Historienmalern
Diese Liste führt Maler der Historienmalerei sortiert nach Jahrhundert auf.

## Jahrgänge 1501 bis 1600
- François Dubois (1529–1584), französischer Historienmaler
- Cornelis Ketel (1548–1616), holländischer Porträt-, Allegorien- und Historienmaler des späten Manierismus
- Nicolas Poussin (1594–1665), französischer Historien- und Landschaftsmaler des klassizistischen Barocks

## Jahrgänge 1601 bis 1700
- Rembrandt van Rijn (1606–1669), niederländischen Künstler des Barock
- Domenico Gargiulo (1609/10 – um 1675), italienischer Landschafts- und Historienmaler des Barock
- Eustache Lesueur (1616–1655), französischer Historienmaler des klassizistischen Barocks
- Charles Le Brun (1619–1690), französischer Historien-, Porträt- und Dekorationsmaler des klassizistischen Barocks, Hofmaler Ludwigs XIV.
- Nicolas de Largillière (1656–1746), französischer Historien-, Porträt-, Genre-, Stillleben- und Landschaftsmaler des Barocks
- Antoine Coypel (1661–1722), französischer Historienmaler und Dekorateur des klassizistischen Barocks
- Charles-Joseph Natoire (1700–1777), französischer Historien-, Porträt- und Genremaler, Direktor der Académie de France à Rome

## Jahrgänge 1701 bis 1800
- Jean-Baptiste Marie Pierre (1714–1789), französischer Maler verschiedener Genres
- Sir Joshua Reynolds (1723–1792), englischer Porträt- und Historienmaler
- Benjamin West (1738–1820), US-amerikanischer Historien- und Dekorationsmaler
- James Barry (1741–1806), irischer Maler
- Joseph-Benoît Suvée (1743–1807), flämischer (?) Historienmaler, Direktor der Académie de France à Rome
- Jean Simon Berthélemy (1745–1811), französischer Historienmaler
- François-André Vincent (1746–1816), französischer Historienmaler, einer der Hauptvertreter des Klassizismus
- Jacques Louis David (1748–1825), französischer Historien- und Porträtmaler des Klassizismus
- Jean-Baptiste Regnault, französischer Historienmaler des Klassizismus
- Nicolas-André Monsiau (1754–1837), französischer Historien- und Porträtmaler, Zeichner und Illustrator
- Robert Lefèvre (1755–1830), französischer Porträt- und Historienmaler, Hofmaler
- Johann Ferdinand Jansen (1758–1834), deutscher Maler und Heimatdichter
- Louis Albert Guislain Bacler d’Albe (1761–1824), französischer Brigadegeneral, Kartograf und Schlachtenmaler
- Germain-Jean Drouais (1763–1788), französischer Historienmaler des Klassizismus
- Charles Meynier (1763–1832), französischer Historienmaler des Klassizismus
- Josef Abel (1764–1818), österreichischer Maler
- Charles Thévenin (1764–1838), französischer Historienmaler des Klassizismus
- Anne Louis Girodet-Trioson (1767–1824), französischer Historienmaler des Klassizismus und der Vorromantik
- Alexander Macco (1767–1849), deutscher Historien- und Porträtmaler der Romantik
- Jean-Baptiste Paytavin (1767–1855), französischer Historienmaler
- Marie-Guillemine Benoist (1768–1826), französischer Historien- und Genremaler
- Jean-Baptiste Debret (1768–1848), französischer Historienmaler des Klassizismus und der Romantik
- François Gérard (1770–1837), französischer Historien- und Porträtmaler des Klassizismus
- Paul Duqueylar (1771–1845), französischer Historienmaler des Klassizismus
- Pierre-Narcisse Guérin (1774–1833), französischer Historien- und Porträtmaler des Klassizismus
- Jean-Pierre Franque (1774–1860), französischer Historien-, Schlachten- und Porträtmaler des Klassizismus
- René Théodore Berthon (1776–1859), französischer Historien- und Porträtmaler
- Pierre Bouillon (1776–1831), französischer Historienmaler und Graveur
- Jérôme-Martin Langlois (1779–1838), französischer Historien- und Porträtmaler des Klassizismus
- Jean-Pierre Granger (1779–1840), französischer Historien- und Porträtmaler des Klassizismus
- Washington Allston (1779–1843), US-amerikanischer Historien-, Landschafts- und Porträtmaler, Dichter und Autor
- Jean-Auguste-Dominique Ingres (1780–1867), französischer Historien-, Porträt- und Aktmaler des Klassizismus
- Merry-Joseph Blondel (1781–1853), französischer Historienmaler
- Georges Rouget (1781–1869), französischer Historienmaler des Klassizismus
- Pierre Claude François Delorme (1783–1859), französischer Historienmaler
- François-Édouard Picot (1786–1868), französischer Historien-, Porträt- und Genremaler des Klassizismus
- François-Joseph Navez (1787–1869), wallonischer Historien- und Porträtmaler, Direktor der Académie royale des Beaux-Arts (Brüssel)
- Nicolas Gosse (1787–1878), französischer Historienmaler
- Michel-Martin Drolling (1789–1851), französischer Historien- und Porträtmaler des Klassizismus
- Horace Vernet (1789–1863), französischer Historienmaler
- Léon Cogniet (1794–1880), französischer Historien- und Porträtmaler und Lithograf
- Ary Scheffer (1795–1858), französischer Historien- und Porträtmaler, einer der französischen Hauptvertreter der Romantik
- Paul Delaroche (1797–1856), französischer Historienmaler des akademischen Realismus
- Charles-Philippe Larivière (1798–1876), französischer Historienmaler
- Eugène Louis Lami (1800–1890), französischer Historienmaler, Dekorateur, Lithograf, Buchillustrator und Aquarellist

## Jahrgänge 1801 bis 1900
- Ludwig Schleiden (1802–1862), deutscher Porträt- und Historienmaler
- Eloi Firmin Féron (1802–1876), französischer Historienmaler, von König Louis Philipp gefördert
- Heinrich Schwemminger (1803–1884), österreichischer Historienmaler
- Adam Eberle (1804–1832), Historienmaler und Lithograf, Schüler und Assistent von Peter von Cornelius
- Wilhelm von Kaulbach (1804–1878), deutscher Historienmaler
- Eugène Devéria (1805–1865), französischer Historienmaler des akademischen Realismus und der Romantik
- Augustin Palme (1808–1897)
- Josef Holzmaier (1809–1859), deutscher Historienmaler
- Vilhelm Marstrand (1810–1873), dänischer Historienmaler
- August Adolf Chauvin (1810–1884), belgischer Historien- und Genremaler, Direktor der Kunstakademie Lüttich
- Eduard Frederich (1811–1864), deutscher Historienmaler und Zeitungsverleger
- Louis Martinet (1814–1895), französischer Historienmaler, Galerist und Theaterdirektor
- Thomas Couture (1815–1879), französischer Historien- und Porträtmaler des akademischen Realismus
- Friedrich Kaiser (1815–1889), deutscher Historien- und Schlachtenmaler sowie Lithograf
- Adolph von Menzel (1815–1905), deutscher Historienmaler und Professor der Königlichen Akademie der Künste in Berlin
- Alfred Rethel (1816–1859), deutscher Historienmaler der Spätromantik
- Adolphe Yvon (1817–1893), französischer Schlachtenmaler
- Theodor Maassen (1817–1886), deutscher Historien- und Genremaler der Düsseldorfer Schule
- Otto Heinrich Mengelberg (1817–1890), deutscher Historien- und Porträtmaler und Lithograf
- Jean-Adolphe Beaucé (1818–1875), französischer Historienmaler und Buchillustrator
- Théodore Chassériau (1819–1856), französischer Historien- und Porträtmaler
- Clemens Bewer (1820–1884), deutscher Historien- und Porträtmaler
- Karl Becker (1820–1900), deutscher Historienmaler
- Évariste-Vital Luminais (1821–1896), französischer Historien- und Genremaler der akademischen Salonmalerei
- Felix Joseph Barrias (1822–1907)
- Alexandre Cabanel (1823–1889), französischer Historien- und Porträtmaler, einer der Hauptvertreter der akademischen Salonmalerei
- Jean-Léon Gérôme (1824–1904), französischer Historienmaler mit unter anderem orientalistischen Motiven, einer der Hauptvertreter der akademischen Salonmalerei
- Karl Wohnlich (1824–1885), deutscher Historien-, Genre- und Bildnismaler
- Karl von Piloty (1826–1886), deutscher Historien- und Genremaler des akademischen Realismus
- Julius Frank (1826–1908), deutscher Historienmaler
- Eduard Schwoiser (1826–1902), deutscher Historienmaler
- Wilhelm Hauschild (1827–1887), deutscher Historienmaler
- François Sodar (1827–1899), wallonischer Historien- und Porträtmaler und Zeichenlehrer
- Emil Hünten (1827–1902), deutscher Historienmaler der Düsseldorfer Schule
- Anselm Feuerbach (1829–1880), deutscher Porträt- und Historienmaler
- Frederic Leighton (1830–1896), britischer Historienmaler
- Theodor Aman (1831–1891), rumänischer Maler
- Ernst Stückelberg (1831–1903), schweizerischer Historienmaler
- Amos Cassioli (1832–1891), italienischer Porträt- und Historienmaler
- Josef Zenker (1832–1907), deutscher Maler
- Julius Naue (1833–1907), deutscher Maler, Zeichner, Radierer und Archäologe
- Carl Lossow (1835–1861), deutscher Historienmaler
- Stanislaus von Chlebowski (polnisch Stanisław Chlebowski; 1835–1884), polnischer Historienmaler
- Lawrence Alma-Tadema (1836–1912), niederländischer Historienmaler des Neoklassizismus
- Louis Braun (1836–1916), deutscher Historienmaler
- Hieronymus Richter (1837–1899), deutscher Historienmaler
- Jean-Paul Laurens (1838–1921), französischer Historienmaler und Bildhauer des akademischen Realismus
- Heinrich Ludwig Philippi (1838–1874), deutscher Historienmaler
- Christian Griepenkerl (1839–1916), deutsch-österreichischer Maler und Professor an der Akademie der bildenden Künste in Wien für Historienmalerei.
- Edwin Forbes (1839–1895), US-amerikanischer Historien-, Landschafts- und Tiermaler
- Jan Matejko (1839–1893), polnischer Historienmaler
- Gabriel Cornelius Ritter von Max (1840–1915), bis 1900 Gabriel Cornelius Max, Professor für Historienmalerei an der Akademie der Bildenden Künste München
- Hans Makart (1840–1884), österreichischer Maler und Ausstatter, Kunstprofessor an der Wiener Akademie
- Anton von Werner (1843–1915), deutscher Historienmaler, Hofmaler und Direktor der Nationalgalerie
- Gyula Benczúr (1844–1920), ungarischer Maler
- Fernand Cormon (1845–1924), französischer Historien- und Porträtmaler des akademischen Realismus, Salonmaler
- Luc-Olivier Merson (1846–1920), französischer Historienmaler des akademischen Realismus
- Henri-Paul Motte (1846–1922), französischer Historienmaler des akademischen Realismus
- Jean Baptiste Édouard Detaille (1848–1912), französischer Schlachtenmaler
- Wassili Iwanowitsch Surikow (1848–1916), russischer Historienmaler des Realismus
- Wilhelm Räuber (1849–1926), deutscher Historienmaler
- Václav Brožík (1851–1901), tschechischer Historienmaler
- Hans Werner Schmidt (1859–1950), deutscher Historienmaler
- Arthur Kampf (1864–1950), deutscher Historienmaler
- Ernst Dorn (1889–1927), deutscher Landschafts- und Historienmaler